# Syndicat national du jeu vidéo
 (juillet 2024).
Ne doit pas être confondu avec Syndicat des travailleurs et travailleuses du jeu vidéo.
Le Syndicat national du jeu vidéo (abrégé en SNJV) est une organisation patronale créée en 2008 dans la continuité de l’Association des producteurs d'œuvres multimédia (APOM). La SNJV est une association qui a pour but de renforcer la représentativité des différents acteurs du jeu vidéo en France et de communiquer sur la filière auprès de tous ses observateurs. Il est considéré comme « le Medef du secteur ».
Son objectif est de représenter et de défendre les intérêts de la profession et de promouvoir la production française de jeux vidéo en France et à l’international.
Son objet est « L’étude, la représentation, la promotion et la défense des droits ainsi que des intérêts matériels et moraux, des personnes exerçant, dans leurs spécialités respectives, leurs professions ou leurs activités dans le domaine du jeu vidéo ».

## Historique

### Origines
Fondée à l’initiative de studios indépendants de création de jeux vidéo en 2002 par Romain Poirot-Lellig, Nicolas Gaume, Antoine Villette et Alain Le Diberder, l’APOM avait pour objectif de promouvoir le développement de la création française de jeux vidéo. 
Pour agir dans l'intérêt de la profession, les membres de l’association ont commencé par faire dix propositions au gouvernement « pour le développement durable de l'industrie des loisirs électroniques en France ». C’est en 2003, à la suite d’un entretien avec le premier ministre, lui-même considérant le jeu vidéo comme « la porte d’entrée du grand public dans la République Numérique », qu’a pu être créé le FAEM (Fonds d'Aide à l'Édition Multimédia). Celui-ci a pour rôle de soutenir l’innovation en ce qui concerne la production de contenus éditoriaux multimédias interactifs.[réf. nécessaire]
En 2006, le jeu vidéo est reconnu officiellement en tant que « forme d'expression culturelle » par Renaud Donnedieu de Vabres, Ministre de la Culture. Deux ans plus tard, en mai 2008, les travaux de l’APOM, en concertation avec le CNC (Centre national du cinéma et de l'image animée) et la DGE (Direction générale des entreprises), ont permis l’adoption du Crédit d’Impôt du Jeu Vidéo (CIJV) et la transformation du Fonds d'Aide à l'édition Multimédia (FAEM) en Fonds d'aide au jeu vidéo (FAJV), permettant ainsi de redynamiser le secteur.

### Transformation de l’APOM en SNJV
Pour « rationaliser » leur organisation et étendre leur influence au sein de structures gouvernementales, les membres de l’association ont décidé de professionnaliser leur mouvement en devenant le « Syndicat national » du jeu vidéo en 2008. 
Dans la continuité des actions de l’APOM, l’objectif de ce syndicat est de promouvoir et de défendre les intérêts des acteurs de la production française de jeux vidéo. Il a également pour but de communiquer sur les enjeux de ce secteur d’activité afin de susciter l’intérêt du grand public, d’en assurer sa pérennité et de témoigner de sa réactivité.

### Acteurs
Le SNJV rassemble différents acteurs :
- les entreprises de production de jeux vidéo[3]
- les personnes morales et physiques qui leur apportent une aide, et notamment les créateurs indépendants, les éditeurs, les distributeurs, les organismes de formation publics ou privés ainsi que les laboratoires de recherche, publics et privés, réalisant des recherches en matière de jeux vidéo ou de technologies et techniques s’y afférant
- les associations professionnelles régionales œuvrant au développement de la filière jeu vidéo.

## Missions
Le SNJV est actif dans différents domaines.
Ses missions sont les suivantes :
- La formation professionnelle, qui est un enjeu considérable pour cette industrie ;
- La mise en œuvre de politiques publiques afin d’assurer la compétitivité internationale des entreprises de production de jeux vidéo ;
- La promotion des industries de création françaises vidéo ludiques en France et à l’international.
- Adapter la réglementation juridique au développement durable de la filière[4].

## Dirigeants
Président(e)s
- De septembre 2001 à mai 2005 : Antoine Villette
- De 2005 à mai 2009 : Guillaume de Fondaumière
- De mai 2009 à 2014 : Nicolas Gaume
- De 2014 à 2016 : Guillaume de Fondaumière
- De 2016 à 2023 : Lévan Sardjevéladzé[5]
- Depuis Janvier 2023 : Anne Devouassoux

Délégués généraux
- De septembre 2001 à mai 2005 : Romain Poirot-Lellig
- De 2008 à 2023 : Julien Villedieu
- Depuis 2023 : Vanessa Kaplan